# دهستان سلطان‌آباد (خوشاب)
دهستان سلطان‌آباد نام دهستانی در بخش مرکزی شهرستان خوشاب، استان خراسان رضوی در ایران است. براساس سرشماری مرکز آمار ایران در سال ۱۳۸۵، جمعیت آن ۷۱۲۹ نفر (۱۸۲۴ خانوار) بوده‌است.